# Magnolia vrieseana
Magnolia vrieseana är en magnoliaväxtart som först beskrevs av Friedrich Anton Wilhelm Miquel, och fick sitt nu gällande namn av Henri Ernest Baillon och Jean Baptiste Louis Pierre. Magnolia vrieseana ingår i släktet Magnolia och familjen magnoliaväxter. Inga underarter finns listade i Catalogue of Life.